# بطولة أوروبا تحت 21 سنة لكرة القدم 1994
بطولة أوروبا تحت 21 سنة لكرة القدم 1994 (بالفرنسية: Championnat d'Europe de football espoirs 1994) هو موسم من بطولة أوروبا تحت 21 سنة لكرة القدم. أقيم خلال الفترة 9 مارس 1994 وحتى 20 أبريل 1994، وفاز فيه منتخب إيطاليا تحت 21 سنة لكرة القدم.